# Estación Yermo
Estación Yermo är en ort i Mexiko.   Den ligger i kommunen Mapimí och delstaten Durango, i den centrala delen av landet, 900 km nordväst om huvudstaden Mexico City. Estación Yermo ligger 1 155 meter över havet och antalet invånare är 211.
Terrängen runt Estación Yermo är platt, och sluttar österut. Runt Estación Yermo är det mycket glesbefolkat, med 4 invånare per kvadratkilometer. Närmaste större samhälle är Ceballos, 18,8 km nordväst om Estación Yermo. Omgivningarna runt Estación Yermo är i huvudsak ett öppet busklandskap.